# Federación Boliviana de Tenis
La Federación Boliviana de Tenis (FBT) es el máximo organismo del tenis de Bolivia. Fue fundada 24 de marzo de 1937 en Catavi, en la provincia de Rafael Bustillo del Departamento de Potosí, en el salón de actos públicos del Club Social a invitación del director general de Deportes de la República.
Se encuentra afiliada en el ámbito internacional a la Federación Internacional de Tenis y a la Confederación Sudamericana de Tenis.